# Patton-Brücke
Die Patton-Brücke war eine der unmittelbaren Nachkriegszeit erbaute provisorische Brücke über den Rhein in Köln. Sie verlief in Verlängerung der Ringe und verband diese mit dem rechtsrheinischen Messegelände in Deutz und diente ihrem Zweck fünf Jahre lang, bevor sie nach Fertigstellung der Mülheimer Brücke abgerissen wurde.

## Geschichte
Nachdem im Zweiten Weltkrieg die Kölner Rheinbrücken zerstört worden waren, gab es in der ersten Nachkriegszeit nur Behelfsbrücken wie die McNair-Brücke neben der zerstörten Deutzer Hängebrücke oder die Amerikaner-Brücke südlich der Südbrücke. Deshalb beschloss die britische Militärregierung den Bau einer neuen Behelfsbrücke, die jedoch anders als ihre Vorgänger als feste Brücke konzipiert wurde, unter der Schiffe hindurchfahren konnten.
Mit dem Bau wurde am 1. Oktober 1945 begonnen. Den Bau leitete eine Gruppe der Royal Engineers. Am Bauprojekt waren neben 500 britischen Pionieren auch 900 deutsche Arbeitskräfte beteiligt. Der Bau erfolgte hauptsächlich aus vorgefertigten Bailey-Brückenteilen. An der Schiffdurchfahrt in der Mitte wurde ein erprobtes deutsches Bauteil, ein Schaper-Krupp-Reichsbahnbrückenelement (SKR), mit einer größeren Spannweite eingesetzt.
Die Patton-Brücke war die erste Nachkriegsbrücke mit freier Durchfahrt für den Schiffsverkehr und war die wichtigste Verkehrsverbindung zwischen den beiden Kölner Rheinseiten. Die Brücke war im Uferbereich so hoch, dass selbst hohe Fahrzeuge wie LKW sie an der Rheinuferstraße unterqueren konnten. Neben der mittleren Schiffsdurchfahrt mit einer Schifffahrtsöffnung von 53,15 Metern hatte die Brücke elf weitere Stromöffnungen.
Die Einweihung fand am 12. Juni 1946 durch den damaligen amerikanischer Oberkommandierenden in Europa, General Joseph T. McNarney statt, der bei der Rede die Hoffnung äußerte, dass die Brücke auch eine Brücke der Deutschen in die Zukunft sei. Die Brücke wurde nach dem im Vorjahr verstorbenen US-General George S. Patton benannt, obwohl sie von den britischen Besatzungstruppen erbaut worden war. Bei der Eröffnung nannte der Chefingenieur H. B. Pike dies eine „Anerkennung der britischen Armee für den großen und aufrechten Soldaten“.
Die Brücke verfügte über zwei getrennte Fahrbahnen, zwei Fußgängerwege und einen Radweg. Auch Busse konnten die Brücke überqueren; eine Buslinie verband so den Ebertplatz mit dem Bahnhof Deutz. Die erst 1947 fertiggestellte elektrische Beleuchtung auf der Brücke musste wegen zahlreicher Diebstähle im selben Jahr bereits umgebaut werden.
Nachdem die neue Mülheimer Brücke am 8. September 1951 eröffnet worden war, wurde zwei Monate später unter Beteiligung von Stahlbau Rheinhausen mit der Demontage der Patton-Brücke begonnen.

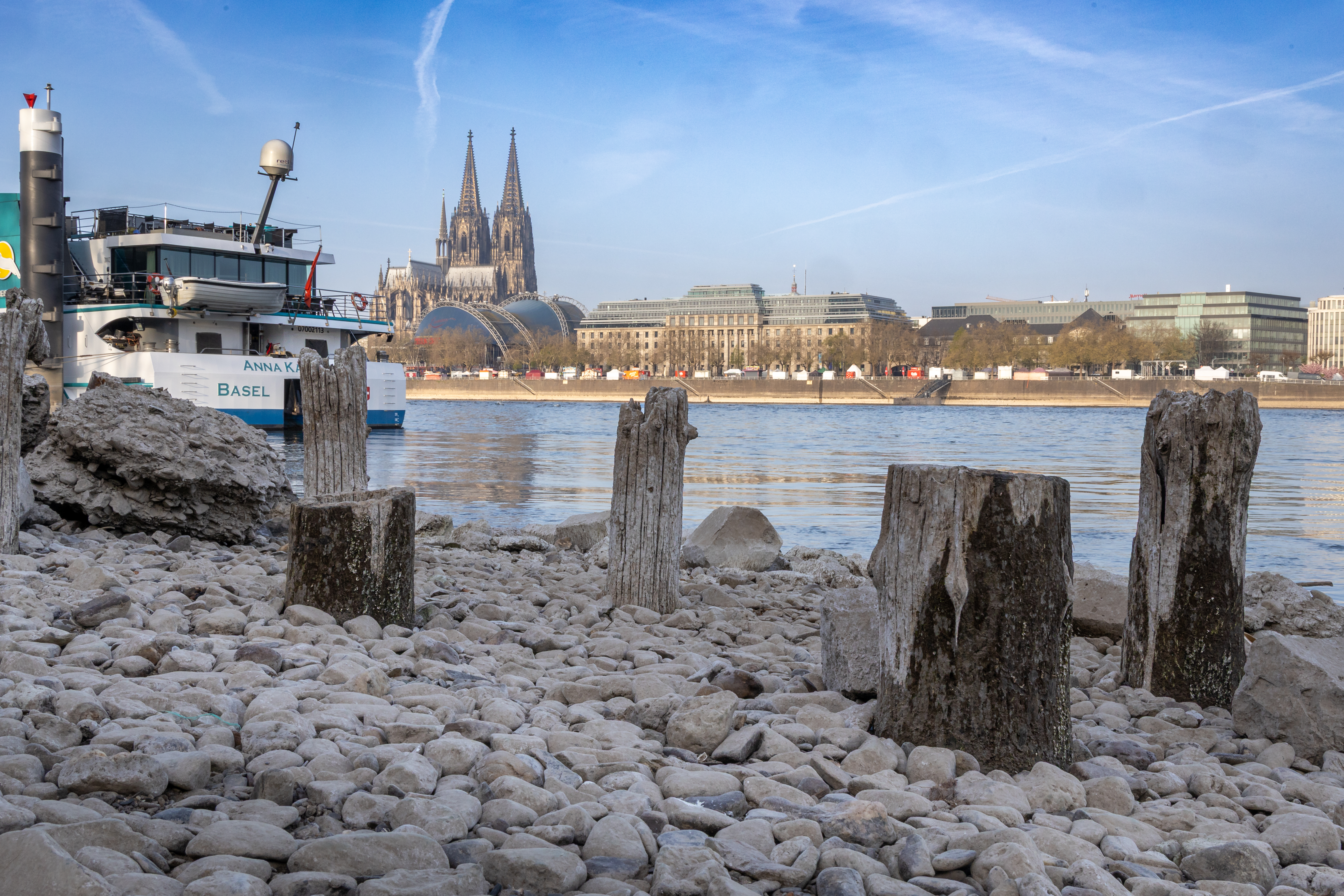
Wahrscheinlich fälschlich der Patton-Brücke zugeordnete Holzpfähle, sichtbar bei Niedrigwasser im April 2025

Beim Niedrigwasser am Rhein im Jahr 2022  und erneut im Jahr 2025 kamen am Deutzer Rheinufer eine Reihe von Holzstämmen zum Vorschein, was zu Spekulationen führte, ob diese womöglich Überreste der Patton-Brücke sein könnten. Die These blieb jedoch vorerst unbewiesen und fraglich, zumal es sich bei der Patton-Brücke um eine Beton-Stahlkonstruktion gehandelt hatte und die Holzpfähle darüber hinaus bereits 2006 auf das 19. Jahrhundert datiert worden waren.

## Standort
Die Patton-Brücke stand zwischen der Mülheimer Brücke und der Hohenzollernbrücke direkt südlich der Bastei und führte den Deutschen Ring (heute Theodor-Heuss-Ring) in der Nähe des Rheinkilometers 689 über den Rhein zum Deutzer Auenweg.
In der Nachkriegszeit gab es Überlegungen, den ehemaligen Brückenstandort nochmals zu nutzen. 2020 vergab die Stadt Köln einen Architekturwettbewerb für eine Fußgänger- und Radfahrerbrücke an diesem Standort.